# La Tour de contrôle infernale
Cet article possède un paronyme, voir La Tour infernale.
Série
La Tour Montparnasse infernale
(2001)
Pour plus de détails, voir Fiche technique et Distribution.
La Tour de contrôle infernale (ou La Tour 2 contrôle infernale selon la graphie de l'affiche, fréquemment reprise dans les médias) est une comédie franco-belge réalisée par Éric Judor, sorti en 2016.
Il constitue une préquelle au film La Tour Montparnasse infernale, réalisé par Charles Nemes, sorti en 2001.

## Synopsis
L'action se situe en 1981, vingt ans avant celle de La Tour Montparnasse infernale. À l'École de l’air de Salon-de-Provence, Ernest Krakenkrick et Bachir Bouzouk, les meilleurs pilotes de l'Armée de l'air française, sont sur le point de devenir les premiers spationautes français dans le cadre du programme Ariane. Mais à la suite d'un raté du test de la centrifugeuse, ils perdent une partie de leurs facultés mentales et sont contraints de renoncer à leur rêve. L'armée les place comme bagagistes (« toujours dans l'aéronautique, mais au sol ») à l'aéroport d'Aurly-Ouest (sic).
Un soir, l'aéroport subit l'attaque d'un groupe de terroristes, « Les Moustachious », qui s'empare de la tour de contrôle. Alors que le ministre de l'Intérieur, qui aurait préféré la Culture, tente de négocier avec les criminels, Ernest et Bachir vont tout faire pour sauver l'aéroport.

## Fiche technique
Sauf indication contraire, les informations mentionnées dans cette section peuvent être confirmées par la base de données cinématographiques IMDb,  présente dans la section « Liens externes ».
- Titre original : La Tour 2 contrôle infernale
- Réalisation : Éric Judor
- Scénario et dialogues : Éric Judor, Ramzy Bedia et Nicolas Orzeckowski
- Musique : David Sztanke
- Direction artistique : Philippe Lacomblez, Dominique Moisan et Marc Ridremont
- Décors : Bertrand Seitz[2]
- Costumes : Aline Dupays[3]
- Photographie : Vincent Muller
- Son : Thibault Arnold, Steven Ghouti, Thomas Guytard
- Montage : Jean-Christophe Hym et Jean-Denis Buré
- Production : Alain Goldman
  - Production associée : Axelle Boucaï, Axel Decis et Catherine Morisse-Monceau[3]
  - Coproduction : Ramzy Bedia, Eric Judor, Serge de Poucques, Luc Bourdarias, David Claikens, Julien Deris, Marc Dujardin, David Gauquié, Sylvain Goldberg, Etienne Mallet et Alex Verbaere
- Sociétés de production[4] :
  - France : Légende Films[5], en coproduction avec 4 Mecs en Baskets Production, 4 Mecs à lunettes production, France 2 Cinéma, Le 12e Art, Cinéfrance Plus et BNP Paribas Fortis Film Finance, avec la participation de Canal+, Ciné+, France Télévisions et D8
  - Belgique : en coproduction avec Nexus Factory, avec la participation de La Wallonie et la Région de Bruxelles-Capitale
- Société de distribution : Légende Distribution (France)
- Budget : 12 656 244 €[6]
- Pays de production :  France,  Belgique
- Langue originale : français
- Format[7] : couleur - D-Cinema - 2,35:1 (Cinémascope)
- Genre : comédie
- Durée : 88 minutes
- Dates de sortie[8] :
  - France, Belgique, Suisse romande : 10 février 2016[9],[10]
- Classification[11] :
  - France : tous publics[12]
  - Belgique : tous publics (Alle Leeftijden)[9]
  - Suisse romande : interdit aux moins de 14 ans[13]

## Distribution
- Éric Judor : Ernest Krakenkrick
- Ramzy Bedia : Bachir Bouzouk
- Marina Foïs : Karine Lanceval (mère de Stéphanie Lanceval alias Marie-Joelle)
- Philippe Katerine : le colonel Janouniou
- Serge Riaboukine : le Méchant (le frère de Michel Vignaut)
- Grégoire Oestermann : le ministre de l'Intérieur
- William Gay : le général Mangedeurme
- Michel Nabokoff : le père de famille
- Lionel Beyeke : Jean-Peter McCallaway
- Alexis van Stratum : Jean-Loup Muselim
- Charles Nemes : le recruteur (caméo)
- Joel Jernidier : Zavier Le Black
- Ton De Wit : Le type louche des Moustachious
- Michel Lerousseau : Membre des Moustachious
- Nicolas Lumbreras : Le sniper des Moustachious
- Eddy Leduc : Chauffeur camion
- Corentin Lobet : Le correcteur des Moustachious
- Fabrice Adde : Membre des Moustachious
- Yvain Juillard : Soldat QG
- Mélanie Lamon : La mère de famille
- Stefan Sattler : Le pilote allemand
- Jonathan Sawdon : Le pilote américain
- Davis Freeman : Copilote américain
- George Arrendell : Mécanicien américain
- Thierry Janssen : Employé Aurely 1
- Frederic Etherlinck : Employé Aurely 2
- Bruno Georis : Médecin cabinet médical
- Marie Lecomte : Femme d'Ernest
- Edwige Baily : Femme de Bachir
- Ingrid Heiderscheidt : Femme de Jean-Loup
- Laurent Van Wetter : Policier Moustachious
- Arthur Dagallier : Chef GIGN
- Richard Dieudonné : Un soldat

## Production

### Tournage
- Lieux de tournage : AED Studios[14] (Lint - Flandre), aéroports de Liège et de Bruxelles, École royale militaire de Belgique et aérodrome de Saint-Ghislain

## Box-office
Lors de sa première semaine d'exploitation, le film réalise 211 000 entrées, en comparaison le 1er opus a fait 2,1 millions d'entrées au total. Il s'agit du premier grand échec commercial de l'année 2016. Finalement, le film cumule 357 801 entrées.

## Autour du film
- Charles Nemes, réalisateur du 1er film, fait une brève apparition en tant que recruteur de la Tour Montparnasse, on peut ainsi dire qu'il recrute ses acteurs pour le film se déroulant dans la Tour Montparnasse qu'il va réaliser.
- Ce film est la première réalisation d'Éric Judor seul au cinéma.
- Dans le 1er film, les héros ne sont pas nommés. Dans ce préquel, on apprend le nom de leurs pères respectifs Ernest Krakenkrick et Bachir Bouzouk dont les fils seront placés à la DDASS, mais lors de leurs recrutements à la Tour Montparnasse, on leur promet qu'ils pourront devenir comme leurs pères laveurs de carreaux.

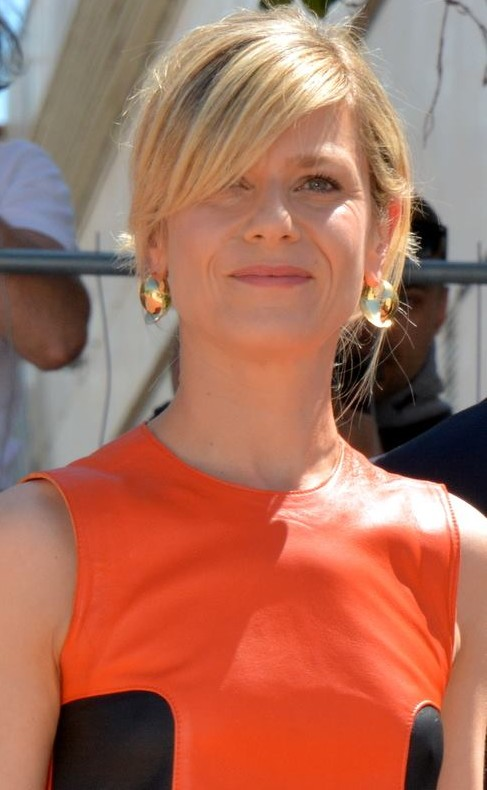
Marina Fois joue la mère de Marie-Joëlle, l'héroïne du premier film.

- Marina Foïs, quant à elle, est enceinte d'une fille prénommée Stéphanie ou Marie-Joëlle et joue donc sa propre mère, son personnage serait donc la sœur ou la belle-sœur du PDG Lanceval joué par Michel Puterflam dans le premier film car on ne sait rien du père de sa fille. Serge Riaboukine joue le frère jumeau de Machin (pourtant plus âgé que lui). Enfin, Lionel Beyeke devient Jean-Peter McCallaway, père de Peter McCallaway, l’idole culturiste de Ramzy.
- Jean-Loup Muselim est donc une référence au spationaute Jean-Loup Chrétien qui fut le véritable premier français à aller dans l'espace en 1982.
- Le film se déroule en 1981 peu de temps après l'élection à la présidence de la République de François Mitterrand dont on peut voir le portrait dans le bureau du ministre de l'intérieur, joué par Grégoire Oestermann, qui rêve d'être ministre de la culture et de lancer la Fête de la musique. Le véritable ministre de l'intérieur à cette époque était Gaston Defferre qui n'a jamais été ministre de la culture. La Fête de la musique a été réellement lancée l'année suivante en 1982 par Jack Lang qui occupait ce poste.
- Si le premier film se déroulait dans la Tour Montparnasse et parodiait le film Piège de cristal, ce préquel est une parodie de 58 minutes pour vivre.
- Lors du faux générique de fin, on peut lire : « pour soigner le coronavirus il suffit de s'injecter 10 cl de bière mexicaine, un zeste de citron vert, et 2 cuillères à soupe... »[18]

## Éditions en vidéo
- VOD : 28 mai 2016
- DVD et Blu-ray : 5 juillet 2016